# Amelio Tagliaferri
Amelio Tagliaferri (Cutigliano, 16 dicembre 1925 – Cividale del Friuli, 4 agosto 1994) è stato un economista, storico e archeologo italiano.

## Biografia
(Amelio Tagliaferri
in prefazione a La ricerca storica con particolare riguardo alla storia del Friuli
Atti del convegno seminariale, Udine novembre 1983)
Nacque a Cutigliano in provincia di Pistoia da Francesco, maresciallo del corpo forestale originario di Pezzolo, nella Valle di Scalve e da Maria Elisabetta Fanfani, casalinga di Pieve Santo Stefano in provincia di Arezzo, quarto di cinque figli. Per seguire il padre nel suo lavoro visse all'Abetone, a Fiume (Croazia), a Pisino e nel 1937 arrivò a Cividale del Friuli. 
A Cividale conseguì la maturità classica nel Liceo Paolo Diacono e, successivamente combatté giovanissimo nell'ultima guerra. In seguito si iscrisse alla Facoltà di Chimica nell'Università degli Studi di Padova, che fu però costretto ad abbandonare, dopo aver sostenuto un solo esame, a causa della situazione finanziaria della famiglia che non poteva sostenerne i costi. Si iscrisse quindi alla Facoltà di Farmacia nell'Università degli Studi di Urbino dove si laureò il 13 luglio 1948. Nel 1949 trovò impiego come aiuto farmacista a Milano. Nel 1950, in seguito al pensionamento del padre, la sua famiglia si trasferì ad Arezzo, mentre lui e sua moglie si trasferirono a Milano, dove, nel 1951, assunse la direzione della Farmacia Ticinese. Nel 1956 entrò, in qualità di propagandista, nella Casa Farmaceutica Carlo Erba che gli assegnò la provincia di Brescia. Nel 1959, in seguito ad un concorso, divenne titolare di una farmacia a Virle Treponti nel comune di Rezzato. 
Esercitò la professione di farmacista fino al 1965, anno in cui tornò a Cividale con la famiglia dopo aver preso la decisione di cedere la farmacia e di cambiare attività, dedicandosi alla carriera universitaria.
Nel tempo libero si dedicava a ricerche sull'arte e la cultura longobarda.

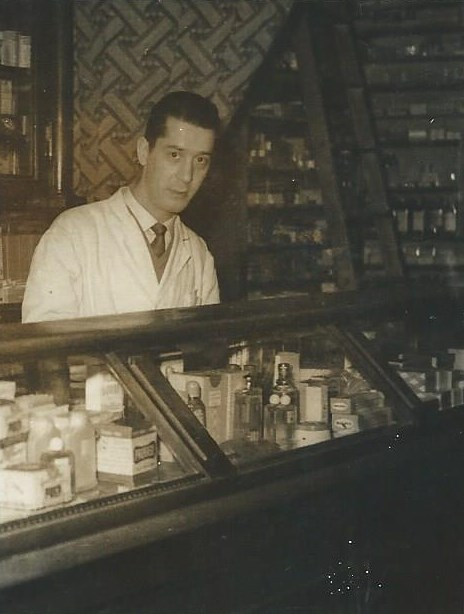
Amelio Tagliaferri, farmacista

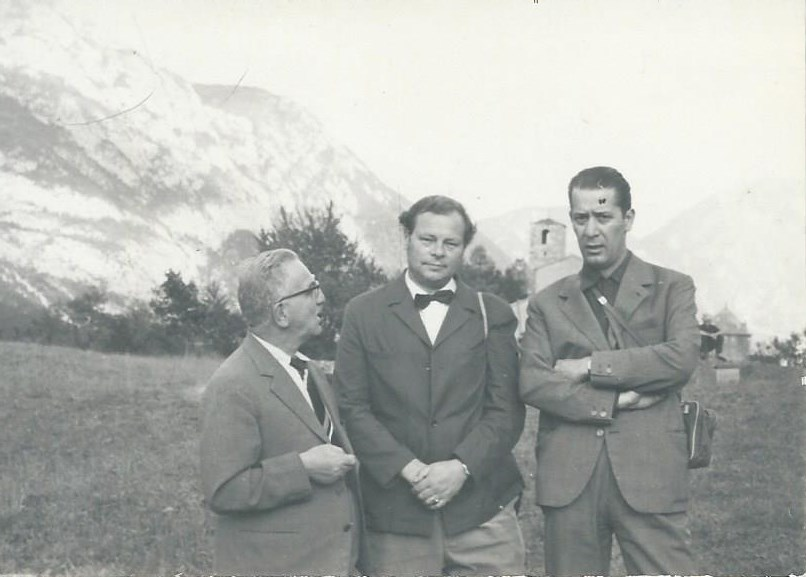
Carlo Guido Mor, Joachim Werner, Amelio Tagliaferri, Invillino agosto 1962

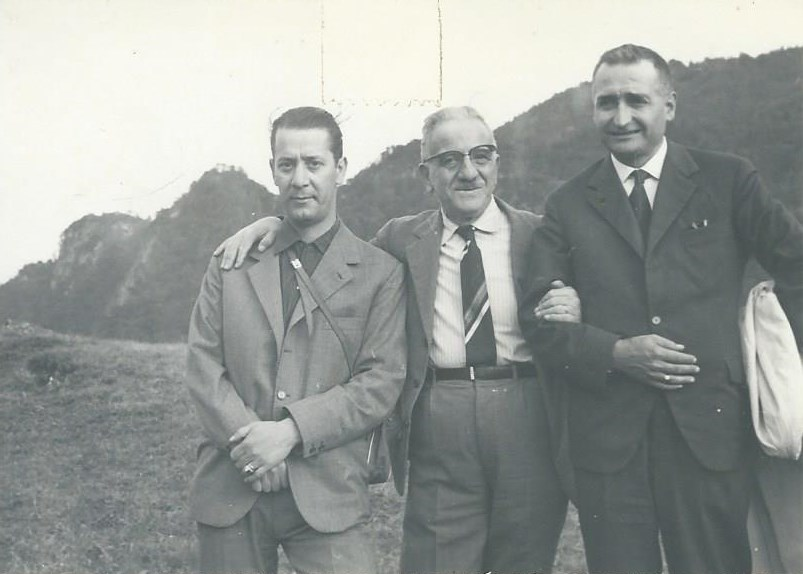
Amelio Tagliaferri, Carlo Guido Mor, Mario Brozzi, Invillino agosto 1962

### Esordi e primi lavori
L'esordio nel campo dell'archeologia e della storia dell'arte si manifestò con la pubblicazione, nel 1966, in collaborazione con il medievalista Gaetano Panazza, direttore dei Civici Musei di Brescia, del terzo volume del Corpus della scultura altomedievale, dedicato a La Diocesi di Brescia. La sua attività riguardò da un lato studi di tipo archeologico, principalmente inerenti al periodo romano e altomedievale, con particolare interesse verso l'arte e la cultura longobarda e, dall'altro, studi riguardanti la storia economica. Collaborò, inoltre, con il Centro italiano di studi sull'alto medioevo. Nelle sue prime pubblicazioni fu seguito dallo storico Carlo Guido Mor (genero di Pier Silverio Leicht) e da Amintore Fanfani.

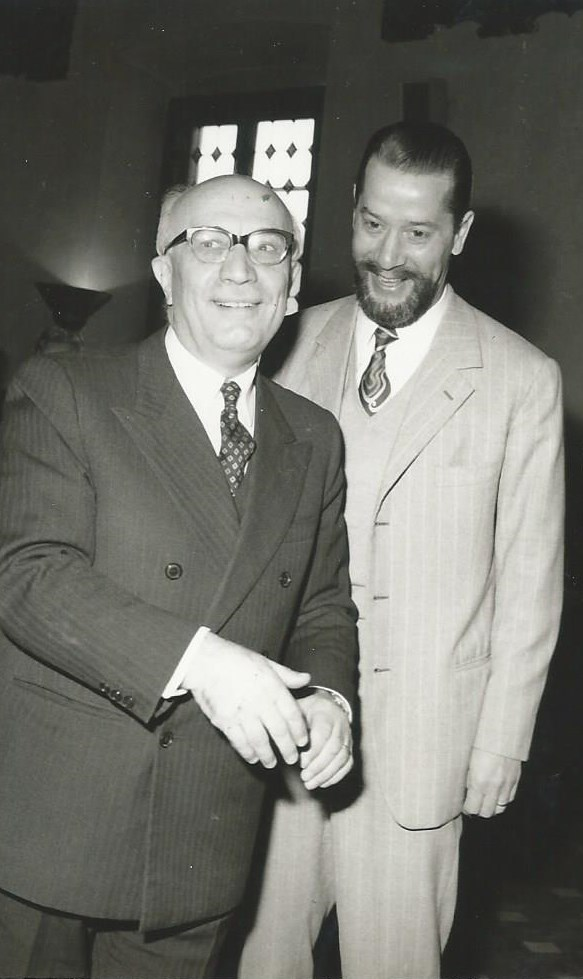
Amelio Tagliaferri con Amintore Fanfani, Prato 1972

Il primo lavoro scientificamente importante fu la pubblicazione nel 1964 della raccolta in memoria di Gian Piero Bognetti dal titolo Problemi della civiltà e della economia longobarda pubblicato da Giuffrè Editore, la casa editrice con cui pubblicherà le sue opere più importanti fino all'inizio degli anni '80. La pubblicazione è contenuta nella collana storica Economia e storia fondata e diretta da Amintore Fanfani. L'anno dopo pubblicò la prima sintesi di anni di lavoro e di attenzione al mondo longobardo I longobardi nella civiltà e nell'economia italiana del primo Medioevo. Con il passaggio alla storia economica, i suoi lavori si indirizzarono alla nuova disciplina, con particolare attenzione all'area veneta e friulana, esordendo, nel 1966, con l'opera L'economia veronese secondo gli estimi dal 1409 al 1635.
Un'altra parte importante della sua vita fu l'attività seminariale e congressuale. A Cividale volle organizzare, nel 1983, un importante convegno scientifico su I ceti dirigenti in Italia in età moderna e contemporanea, che chiamò a raccolta studiosi nazionali e di cui curò la pubblicazione degli atti l'anno successivo.
Fu fondamentalmente uno storico economico e scrisse i 14 volumi delle Relazioni dei Rettori Veneti di Terraferma (1970-1979), che racchiudono le informazioni di tre secoli di vita nella società della Serenissima Repubblica di Venezia.

## Carriera universitaria
Dal 1965 al 1968 fu assistente incaricato alla cattedra di Storia economica presso l'Università degli Studi di Padova, sede distaccata di Verona, ricoperta da Gino Barbieri.

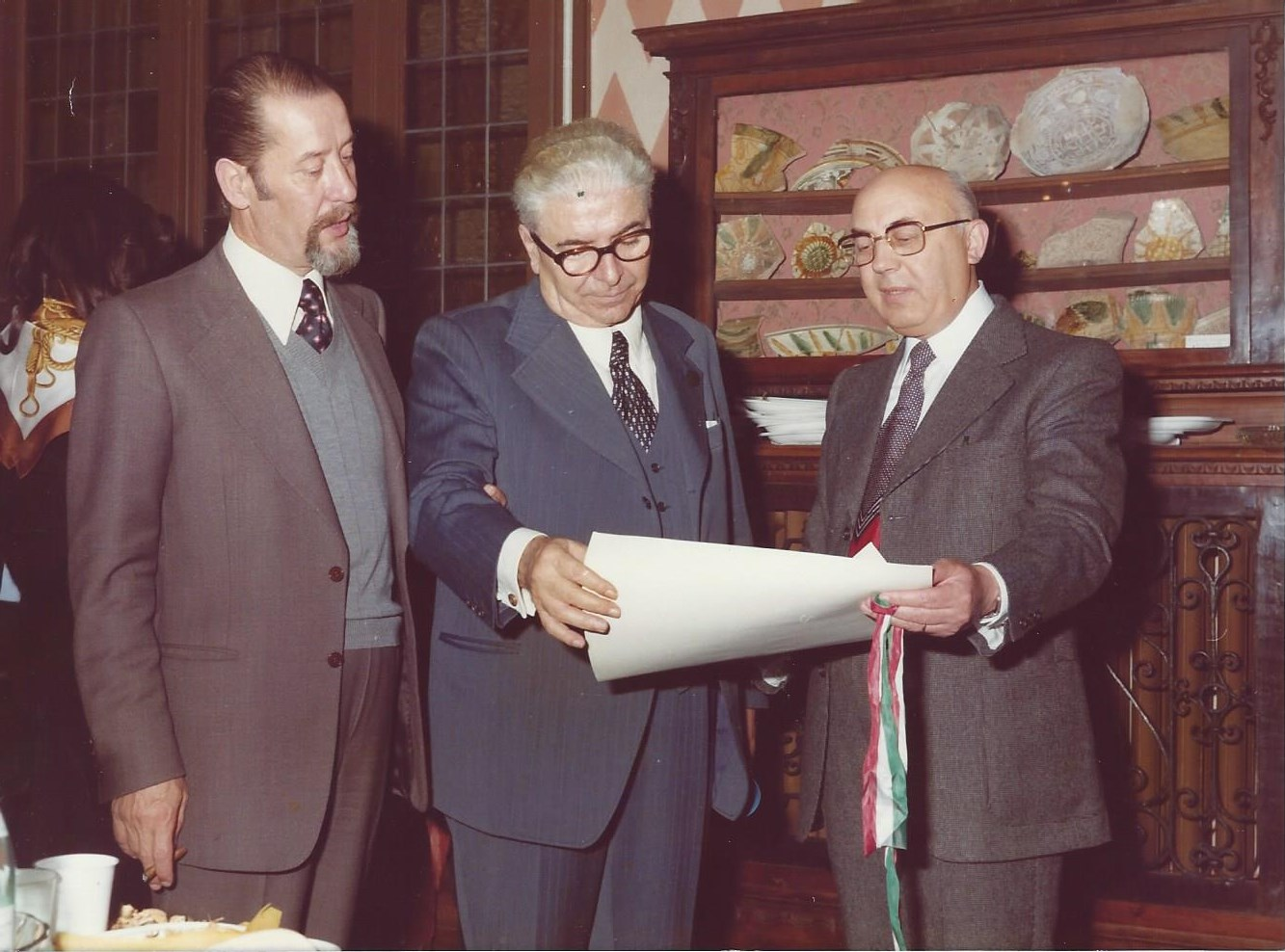
Amelio Tagliaferri con Gino Barbieri, Legnago 29 ottobre 1977

Il 31 ottobre 1968 conseguì la libera docenza in Storia Economica. Nello stesso anno divenne libero docente di Storia economica nell'Università Ca' Foscari di Venezia, sulla cattedra di Gino Luzzatto, periodo nel quale assunse anche la direzione dell'Istituto di Storia Economica di Venezia. Qui inizia la pubblicazione della prima collana Studi e Ricerche. Il primo numero Cinquant'anni di Storia economica a Ca' Foscari esce nel gennaio 1970 e ricostruisce la storia di Ca' Foscari; il secondo, a distanza di cinque mesi contiene una trattazione su Economia e società nella Repubblica veneta tra '400 e '700; il terzo Sei temi di storia economica secondo la documentazione d'archivio è una raccolta miscellanea con saggi di alcuni suoi collaboratori.
Il 1 novembre 1970 venne chiamato dall'Università degli Studi di Trieste a ricoprire la cattedra di Storia Economica nella Facoltà di Economia e Commercio, prima come professore straordinario e, dal 1º novembre 1973 come ordinario, dopo aver pubblicato, nel 1968, due opere di analisi storico economica, Consumi e tenore di vita di una famiglia borghese del 600 e Struttura e politica sociale in una Comunità veneta del '500. Nel 1972 curò l'opera in onore di Paolo Lino Zovatto, studioso di archeologia e arte paleocristiana e altomedievale a Brescia, contenente una raccolta miscellanea su archeologia, arte, cultura, istituzioni ed economia tra il periodo paleocristiano e il XIX secolo. 

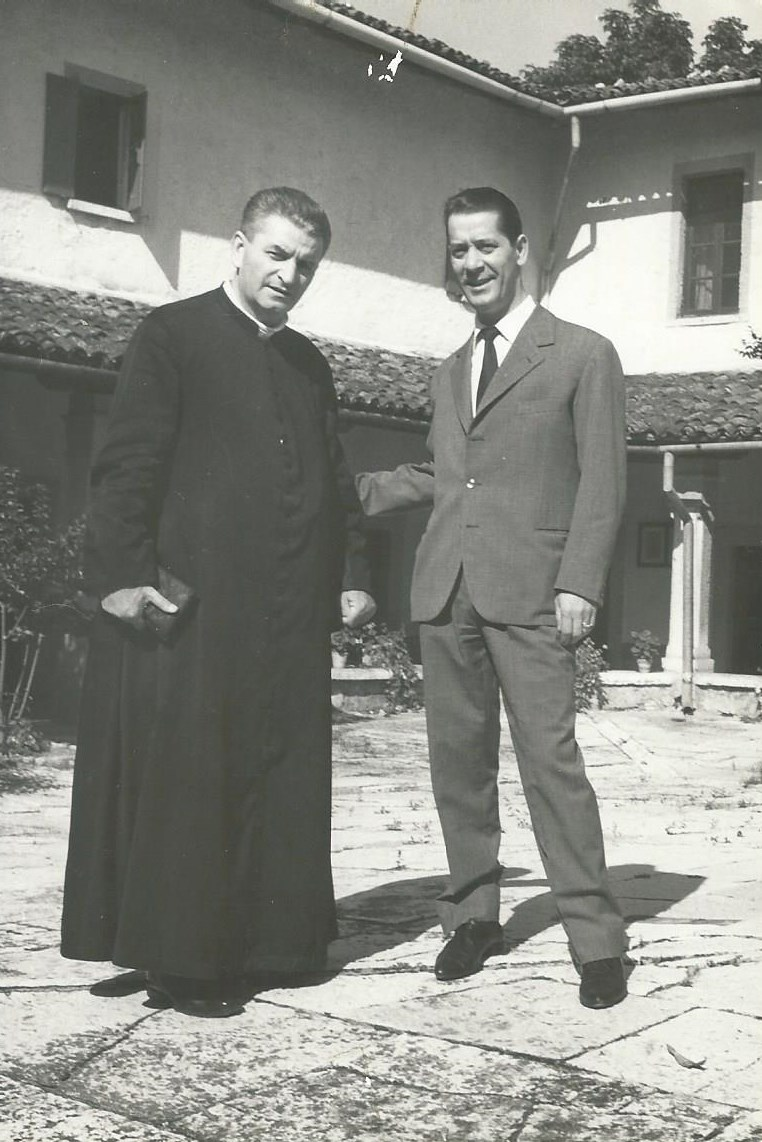
Amelio Tagliaferri con Paolo Lino Zovatto a Brescia

Dal 1970 al 1981 assunse la direzione dell'Istituto di Storia Economica dove diede il via alla pubblicazione delle Relazioni dei Rettori veneti in Terraferma. Nel 1972, anno di avvio delle relazioni, pubblicò Strutture sociali e sistemi economici precapitalistici, un lavoro di dieci temi di storia che fa il punto sulle tendenze della storiografia, che racchiude i risultati dei suoi studi sul metodo d'indagine della storia economica per il periodo antico e per il periodo moderno, utilizzando la sua conoscenza del mondo romano e del sistema longobardo per leggere il divenire storico occidentale.
Si è impegnato nello studio della lingua slovena, stringendo rapporti intellettuali con gli storici sloveni e pubblicando propri contributi sulle loro riviste.
Il 1 novembre 1981 fu trasferito, su sua richiesta, all'Università degli Studi di Udine sulla cattedra di Storia Moderna e Contemporanea nella Facoltà di Lingue e Letterature Straniere, fino al 1991. Dal 1981 al 1990 diresse l'Istituto di Storia di Udine che riorganizzò dal punto di vista didattico e scientifico, curando una collana di volumi che dal 1982 al 1987 produsse 15 titoli.
Dal 1 novembre 1991 chiese la collocazione nel fuori ruolo volontario per cinque anni a causa di motivi legati alla salute. Morì tre anni dopo a seguito di una grave malattia.
Il 10 maggio 2019 si è svolta una giornata di studi in suo ricordo dal titolo Una cultura nuova per una nuova civiltà europea. Amelio Taliaferri: l'eredità culturale.
Nel trentennale della morte, il 13 maggio 2024 nell'ambito della Setemane de culture furlane si è tenuta una conferenza in suo ricordo, organizzata dall'Associazione dei Toscani in Friuli Venezia Giulia e dalla Società Filologica Friulana, dal titolo Amelio Tagliaferri. Un economista, storico e archeologo italiano 

## Attività archeologica

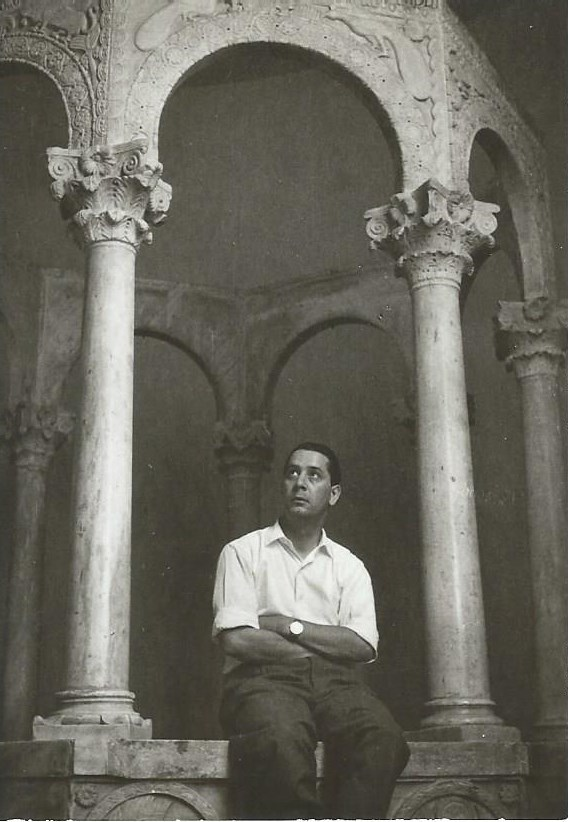
Amelio Tagliaferri a Cividale del Friuli, Battistero di Callisto

Tagliaferri fu promotore di scavi archeologici, specialmente nel cividalese, come le due campagne di scavo della necropoli di Santo Stefano in Pertica, nel 1987 e 1988, al fine di incrementare le conoscenze sulla Cividale longobarda e rinnovare il repertorio del Museo in vista della mostra tenutasi nel 1990. Fu patrocinatore di mostre, pubblicazioni e studi di carattere archeologico. Fu molto interessato alla ricerca di superficie, consistente nel rilevare sul terreno le tracce di insediamenti, fortificazioni, fornaci, fonderie, strade, ecc. per ricostruire la storia antica del territorio e delle popolazioni antecedenti. Negli ultimi anni di vita trascorse gran parte del suo tempo alla ricerca di tracce superficiali della presenza dell'uomo, sia sul territorio friulano (nella vasta zona fra il fiume Tagliamento e l'arco alpino orientale) sia su quello umbro-toscano (nell'alta valle del Tevere), luogo d'origine della madre, attraverso sopralluoghi e ricerche sul campo. L'indagine nell'Alta Valtiberina, per mezzo della ricerca di superficie, interessò oltre 400 insediamenti romani. Come frutto di queste ricerche, nel 1991, viene pubblicato Romani e non romani nell'alta valle del Tevere, che relazionò lo stesso anno durante il convegno L'Alta Valle del Tevere tra epoca romana e medioevo tenutosi a Pieve Santo Stefano, a cura di Tommaso Fanfani con interventi di Giovanni Cherubini, don Antonio Bacci e la presenza di Amintore Fanfani.

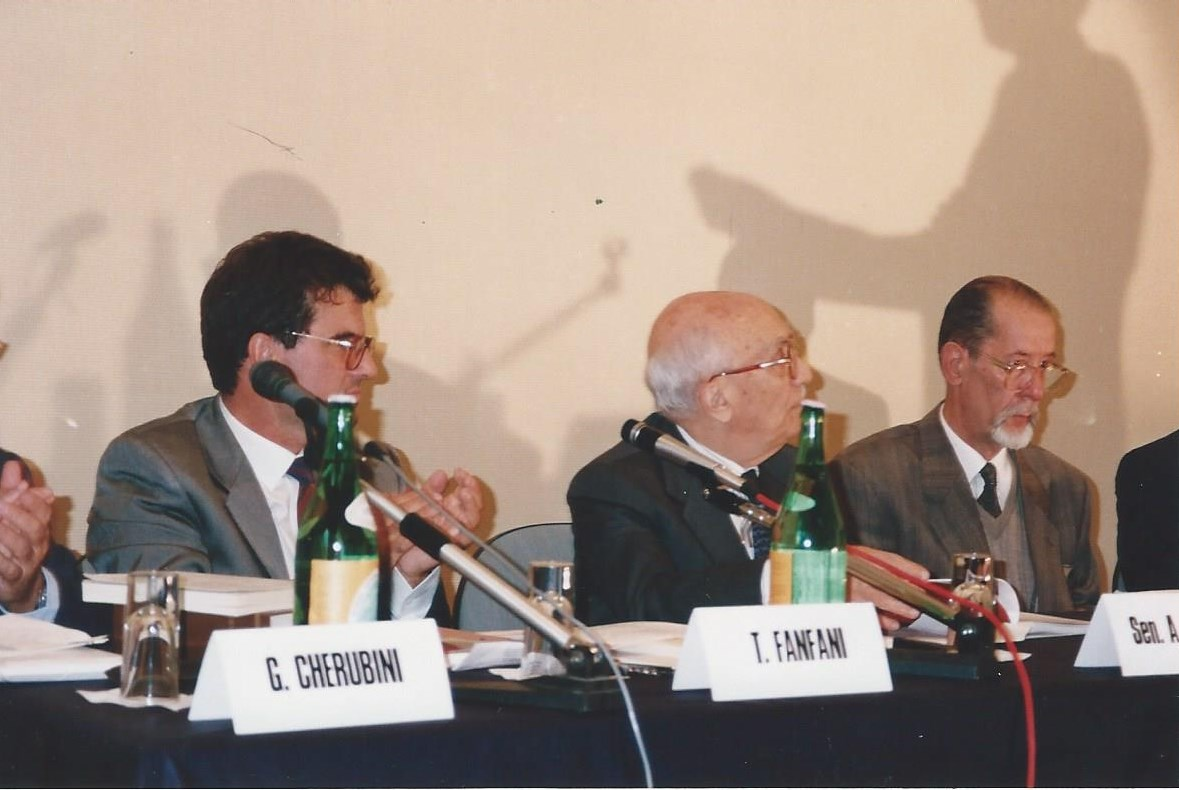
Amelio Tagliaferri con Amintore Fanfani e Tommaso Fanfani

Rilevante fu la scoperta di un bronzetto romano raffigurante il dio fanciullo Horus-Arpocrate appoggiato al tralcio di una vite matura, ritrovato tra i resti superficiali di una villa rustica in un insediamento nei pressi di Orzano (Udine), oggi conservato nel Museo archeologico nazionale di Cividale del Friuli.

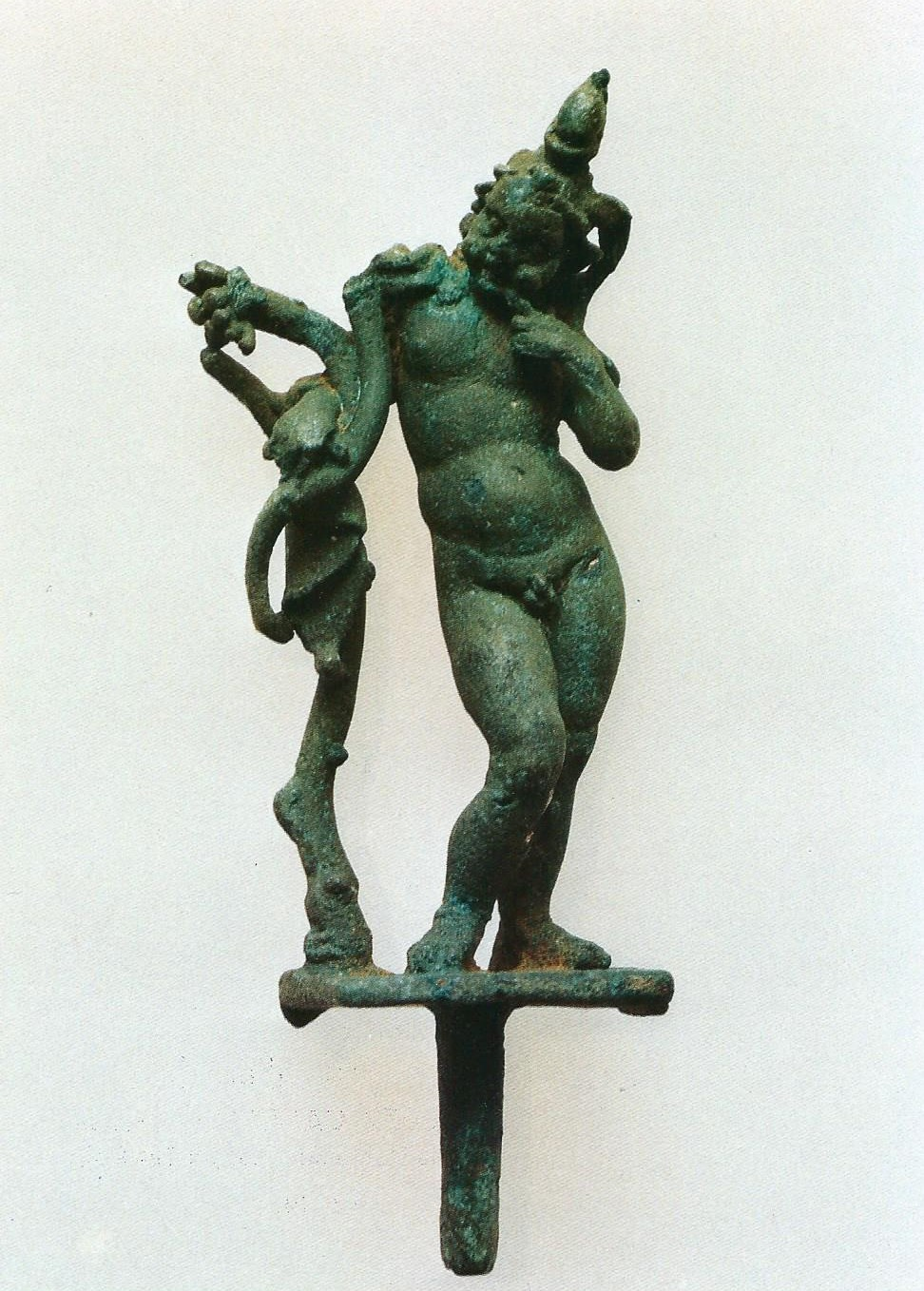
Bronzetto del dio fanciullo Horus-Arpocrate

Promosse gruppi di lavoro sul campo costituiti da giovani ai quali insegnò l'amore per la ricerca e l'entusiasmo per la vita accademica.

### La mostra sui Longobardi

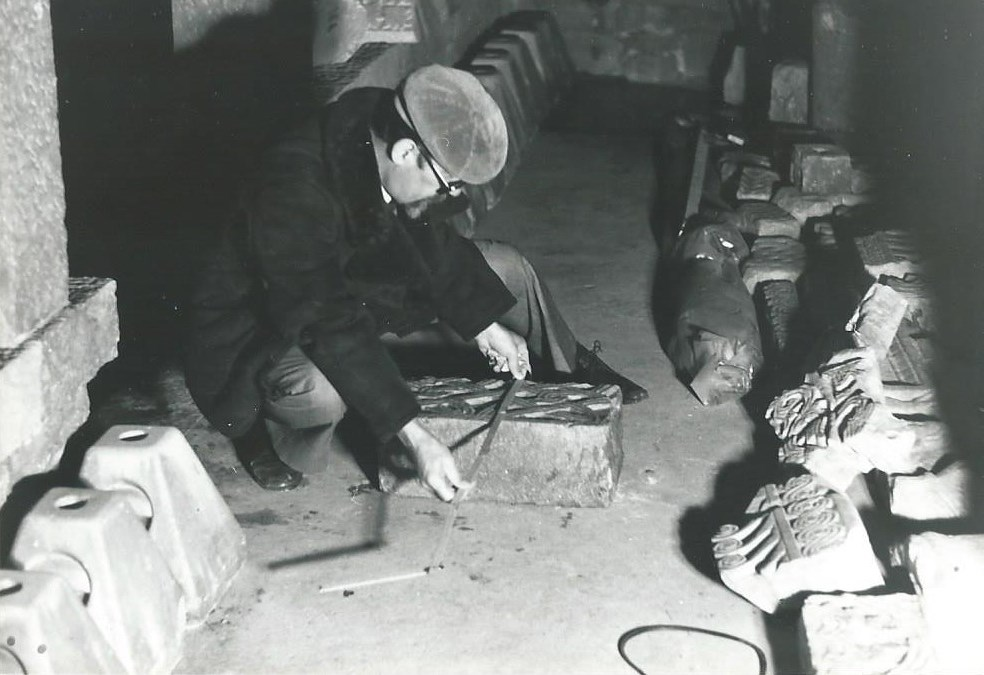
Amelio Tagliaferri a Cividale del Friuli, Palazzo De Nordis, novembre 1979

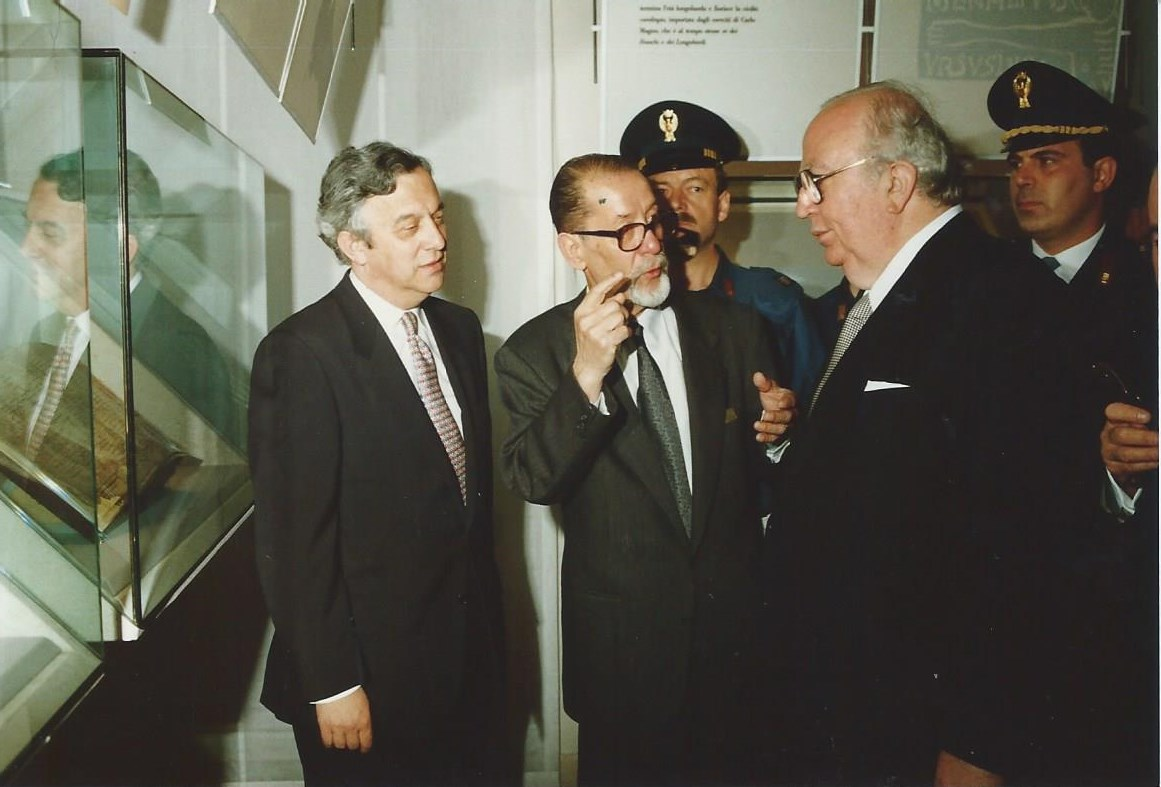
Amelio Tagliaferri con il sen. Giovanni Spadolini, Cividale del Friuli 2 giugno 1990

Nel 1972 propose di allestire a Cividale del Friuli una mostra sui Longobardi.
Il progetto piacque ai maggiori storici e specialisti europei di quel tempo come Joachim Werner di Monaco di Baviera, I. Bona di Budapest, J. Svoboda di Praga, Carlo Guido Mor e Mario Brozzi di Cividale del Friuli.
Immediato appoggio e totale disponibilità furono anche dati da Aldo Rizzi, direttore dei Musei Civici di Udine e da Antonio Comelli, Presidente della Giunta Regionale.
Il primo passo fu il restauro della collezione longobarda, conservata nel Museo cividalese. Seguirono, nel 1987 e 1988, le due campagne di scavo nella necropoli di Santo Stefano in Pertica, affidate a Paola Lopreato. Nel frattempo si rivolse, coadiuvato dall'amico e collega Bruno Polese, a musei nazionali ed esteri al fine di disporre di altro materiale da esporre per arricchire il repertorio museale.
La mostra venne allestita a Udine e dislocata in due sedi distinte: Udine e Cividale. Il Comitato ristretto era costituito da Giancarlo Menis, Giuseppe Bergamini, Amelio Tagliaferri e Luigi Pavan coordinatore. La gestione della sede udinese fu affidata Gian Carlo Menis e la sede cividalese a Tagliaferri. Collaboratore scientifico della mostra fu anche il principe Ottone d'Assia. Nel frattempo curò il trasloco di tutto il materiale del Museo, archivio e biblioteca dalla vecchia sede di Palazzo De Nordis alla nuova sede nel palazzo dei Provveditori Veneti, da poco restituito all'originale splendore a cura dell'architetto Domenico A. Valentino, soprintendente per i Beni Ambientali, Archeologici, Artistici e Storici della Regione Friuli-Venezia Giulia dal 1986.
Completato il trasferimento, in seguito ad un primo lavoro di riordino e catalogazione dei reperti la mostra venne allestita con l'assistenza dello studio degli Architetti Avon. I due contenitori della mostra furono individuati nel Palazzo dei Provveditori a Cividale del Friuli e nella Villa Manin di Passariano.
La mostra I Longobardi: grandezza e splendore di un popolo d'Europa venne inaugurata il 2 giugno 1990 dall'allora Presidente del Senato Giovanni Spadolini.
La chiusura della mostra era stata programmata per i primi giorni di ottobre, ma visto il grande successo e l'eccezionale partecipazione di pubblico, in particolare nella sede di Cividale, la data fu prorogata all' 11 novembre 1990. Si chiuse, dopo 23 settimane, nel corso delle quali aveva raggiunto 370.000 visitatori complessivi nelle due sezione nelle quali era suddivisa.
È ricordato tuttora come uno dei più autorevoli esperti della civiltà longobarda.

## Attività scientifica
Nel 1961 fu socio corrispondente della Deputazione di Storia Patria per il Friuli, nel 1969 deputato e nel 1989 deputato emerito.
Il 10 febbraio 1968 divenne socio dell'Ateneo di Brescia.
Il 20 maggio 1970 divenne socio ordinario dell'Accademia di Scienze, Lettere e Arti di Udine.
Dal 1971 al 1973 fu socio e direttore dell’Associazione per lo Sviluppo degli Studi Storici ed Artistici di Cividale del Friuli, costituita il 25 febbraio 1971 a Cividale del Friuli con Maria Luisa Cornacchini, Ottavio Cotterli, Mario Brozzi, Giovanni Del Basso, Antonio Picotti, Francesco Amato, Albano Bernardi e Sergio Miconi.
Fu Presidente del Centro di Ricerca e Documentazione Storico-economica Regionale costituito il 27 febbraio 1978 a Cividale del Friuli con Tommaso Fanfani, Giovanni Panjek, Alessandro Giannatasio e Bruno Polese.
Fu socio fondatore e consigliere dell'Istituto Pio Paschini per la storia della chiesa in Friuli.
Dal 1983 fu socio corrispondente interno della Deputazione di Storia Patria per le Venezie.
Fu componente del Comitato Scientifico della rivista Il Pensiero economico moderno presieduto da Gino Barbieri.
Fu co-fondatore del Centro per la Promozione e lo Sviluppo del Corso di laurea in Storia e Tutela dei Beni Culturali, con Giuseppe Maria Pilo e Marino De Grassi. Fece parte del Comitato direttivo fin dalla costituzione avvenuta il 31 ottobre 1985.
Ne derivò la pubblicazione di ARTE/Documento, rivista e collezione libraria sul dibattito di problemi attinenti alla conoscenza, alla tutela e alla valorizzazione dei beni culturali.
Dal 1980 al 1990 ricoprì, a titolo gratuito, l'incarico ministeriale di direttore del Museo archeologico nazionale di Cividale del Friuli, fondato dal conte Michele della Torre Valsassina.
Il 20 dicembre 1992 fu nominato conservatore onorario dal Ministero dei beni e delle attività culturali e del turismo, per i meriti scientifici acquisiti e l'impegno dedicato.
Dal 1989 al 1992 fu componente del Consiglio di Amministrazione della Fondazione De Claricini-Dornpacher di Bottenicco di Moimacco.
Nel periodo 1988-1993 fu Presidente della Deputazione di Storia Patria per il Friuli, succedendo nella carica al suo grande amico prof. Carlo Guido Mor e Direttore del giornale della Deputazione Memorie Storiche Forogiuliesi.
Dal 1981 fino alla sua scomparsa diresse e curò Forum Iulii, annuario del Museo archeologico nazionale di Cividale del Friuli, dal n. 5 al n. XVI.
Nel 2013 l'Associazione Longobardia ha intitolato il Comitato Scientifico a suo nome: Comitato Scientifico internazionale “Amelio Tagliaferri”

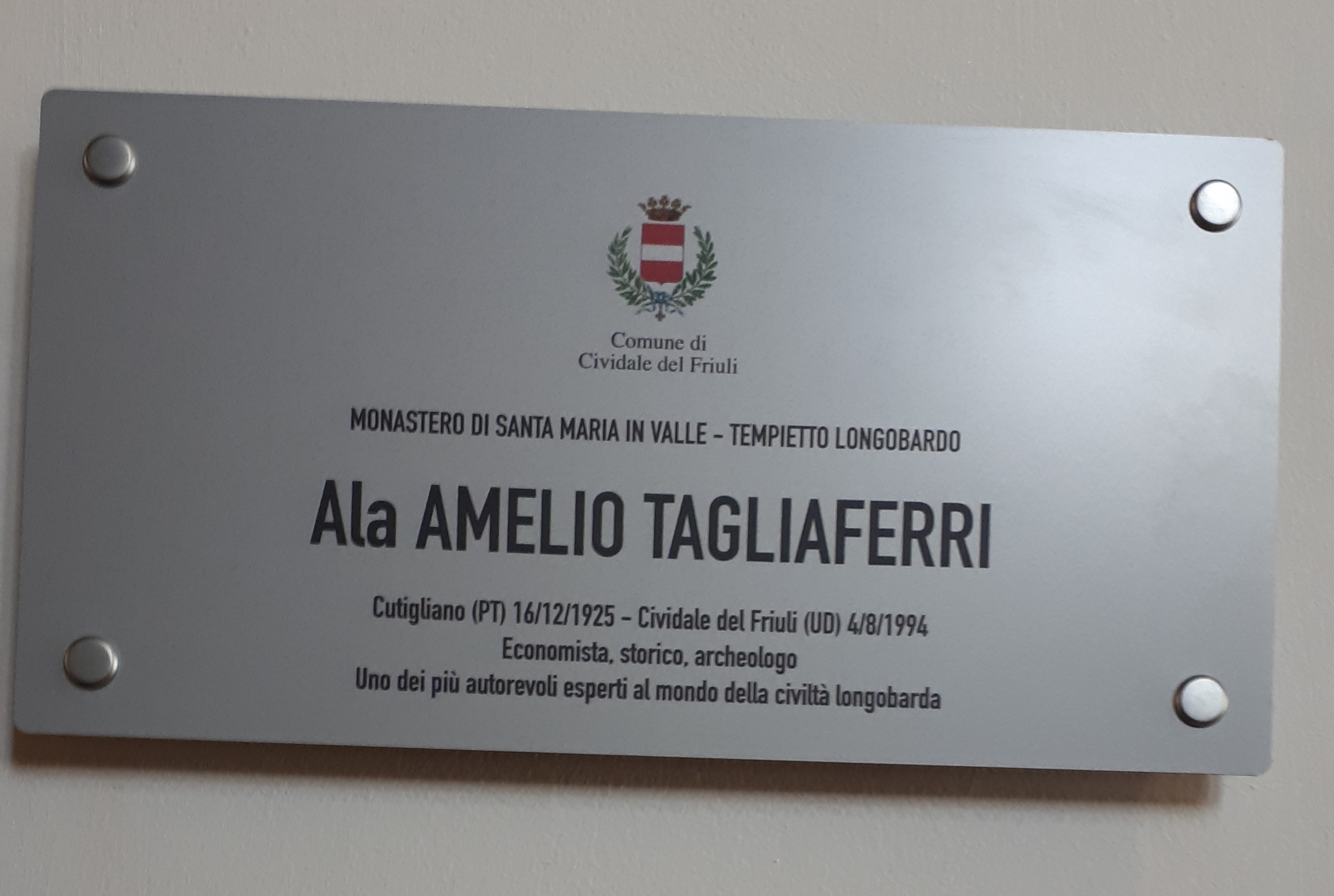

Nel 2021 la Giunta del Comune di Cividale del Friuli ha deliberato di intitolargli l'ala della quadreria, dove erano situate le celle delle monache, del Monastero di Santa Maria in Valle.

## Le Relazioni dei Rettori Veneti in Terraferma

### Genesi
Tagliaferri con i suoi collaboratori (Giorgio Borelli, Tommaso Fanfani, Giovanni Panjek e Bruno Polese) iniziarono a ricercare nell'Archivio di Stato di Venezia i documenti relativi ai rapporti fra la Serenissima Repubblica di San Marco (la Dominante) e la Terraferma su cui i Dogi della Repubblica di Venezia e le magistrature veneziane esercitavano il controllo politico ed economico. Ne fu non solo l'ideatore e il coordinatore scientifico, ma partecipò in prima persona alla realizzazione della maggior parte del lavoro, dalla trascrizione delle relazioni alla correzione delle bozze.
La Terraferma Veneta era composta da 15 province, le quali si estendevano dalle montuose Belluno e Feltre al Po, confine con Ferrara, dall'Adriatico al Mincio includendo la Marca Trevigiana, la Patria del Friuli e i territori di Bergamo, Brescia, Verona, Vicenza e Padova. Per quasi tre secoli, dall'inizio del Quattrocento alla fine della Repubblica (Trattato di Campoformido del 1797) la Serenissima inviò annualmente, in questi territori, un magistrato appartenente alla nobiltà veneziana al fine di mantenere le province sotto controllo. Il rettore, al termine del mandato, che mediamente andava da un anno a quindici mesi, doveva presentare al doge un resoconto sull'attività politica, amministrativa ed economica relativa al periodo del suo incarico. Si trattava di rapporti segreti che costituiscono per gli storici una fonte di primaria importanza per capire e conoscere la società della Terraferma Veneta e della stessa Venezia.
Tagliaferri progettò e realizzo, con l'Istituto di Storia economica dell'Università degli studi di Trieste, la pubblicazione dal gennaio 1970 al 1979 di 1041 rapporti portati alla luce dall'Archivio dei Frari, dalla Biblioteca nazionale Marciana e da altre istituzioni. Il primo volume La Patria del Friuli (Luogotenenza di Udine) fu pubblicato nel 1973. L'ultimo della serie, il XIV Provveditorato Generale di Palma (Nova) fu pubblicato nel 1979.
Le Relazioni vennero presentate da Tagliaferri al convegno Venezia e la Terraferma attraverso le Relazioni dei Rettori, tenutosi il 23 e il 24 settembre 1980 a Trieste, a cui parteciparono Gino Barbieri, Bogo Grafenauer, Umberto Meoli, Angelo Ventura, Gaetano Cozzi e Vittore Branca
Oggi l'opera è considerata da tutta la comunità scientifica una pietra miliare, un passaggio obbligato per la conoscenza della storia veneta

### Le Relazioni
- Relazioni dei Rettori Veneti in Terraferma, La Patria del Friuli (Luogotenenza di Udine), Introduzione storica di Tommaso Fanfani, I, Milano, Giuffrè Editore, 1973,  pp. LXV-474.

- Relazioni dei Rettori Veneti in Terraferma, Podestaria e Capitanato di Belluno e Feltre, Introduzione storica di Tommaso Fanfani, II, Milano, Giuffrè Editore, 1974,  pp. LX-554.

- Relazioni dei Rettori Veneti in Terraferma, Podestaria e Capitanato di Treviso e Podestaria di Conegliano, Introduzione storica di Tommaso Fanfani, III, Milano, Giuffrè Editore, 1975,  pp. LXIV-370.

- Relazioni dei Rettori Veneti in Terraferma, Podestaria e Capitanato di Padova, Introduzione storica di Amelio Tagliaferri, IV, Milano, Giuffrè Editore, 1975,  pp. LXI-736.

- Relazioni dei Rettori Veneti in Terraferma, Provveditorato di Cividale del Friuli e di Marano, Introduzione storica di Amelio Tagliaferri, V, Milano, Giuffrè Editore, 1976,  pp. LXIX-305.

- Relazioni dei Rettori Veneti in Terraferma, Podestaria e Capitanato di Rovigo, Introduzione storica di Tommaso Fanfani, VI, Milano, Giuffrè Editore, 1976,  pp. XLIX-429.

- Relazioni dei Rettori Veneti in Terraferma, Podestaria e Capitanato di Vicenza, Introduzione storica di Amelio Tagliaferri, VII, Milano, Giuffrè Editore, 1976,  pp. XLIII-574.

- Relazioni dei Rettori Veneti in Terraferma, Provveditorato di Legnago, Introduzione storica Gino Barbieri, VIII, Milano, Giuffrè Editore, 1977,  pp. LXIV-234.

- Relazioni dei Rettori Veneti in Terraferma, Podestaria e Capitanato di Verona, Introduzione storica Giorgio Borelli, IX, Milano, Giuffrè Editore, 1977,  pp. LXXXVIII-644.

- Relazioni dei Rettori Veneti in Terraferma, Provveditorato di Salò e Peschiera, Introduzione storica Giovanni Zalin, X, Milano, Giuffrè Editore, 1978,  pp. LXXXII-410.

- Relazioni dei Rettori Veneti in Terraferma, Podestaria e Capitanato di Brescia, Introduzione storica di Amelio Tagliaferri, XI, Milano, Giuffrè Editore, 1978,  pp. LX-702.

- Relazioni dei Rettori Veneti in Terraferma, Podestaria e Capitanato di Bergamo, Introduzione storica di Bruno Polese, XII, Milano, Giuffrè Editore, 1978,  pp. XLVIII-850.

- Relazioni dei Rettori Veneti in Terraferma, Podestaria e Capitanato di Crema e Provveditorato di Orzinuovi e Asola, Introduzione storica Paola Lanaro Sartori, XIII, Milano, Giuffrè Editore, 1979,  pp. LXIV-594.

- Relazioni dei Rettori Veneti in Terraferma, Provveditorato Generale di Palma (Nova), collana Relazioni dei Rettori Veneti in Terraferma, Introduzione storica di Amelio Tagliaferri, XIV, Milano, Giuffrè Editore, 1979,  pp. L-578.

## Opere
1955
- Gli antistaminici, Milano, Gazzetta Farmaceutica, 1955,  p. 15.

1956
- Le azioni anti-ossigeno, Milano, Gazzetta Farmaceutica, 1956,  p. 15.

1957
- Le sculture barbariche di S. Maria Assunta (Gussago), in collaborazione con Mario Brozzi, Cividale del Friuli, 1957,  p. 19.

1958
- Frammenti altomedioevali nel territorio bresciano, collana Commentari dell'Ateneo di Brescia, a.a. CLVII, in collaborazione con Mario Brozzi, Brescia, 1958,  pp. 265-281.

- Contributo allo studio topografico di Cividale longobarda, collana Quaderni della F.A.C.E., 17, in collaborazione con Mario Brozzi, Udine, 1958,  pp. 19-35.

1959
- Il Pavone del Museo Cristiano di Brescia, collana Miscellanea di Studi bresciani sull'Alto medioevo, Brescia, Comitato bresciano per l'VIII Congresso Internazionale dell'arte dell'Alto medioevo, 1959,  pp. 55-71.

- Una probabile fondazione monasteriale bizantina a Cividale del Friuli, collana Memorie Storiche Forogiuliesi, 43, in collaborazione con Mario Brozzi, XLIII, Udine, Deputazione di Storia Patria per il Friuli, 1958-59,  pp. 241-250.

- I capitelli barbarici nell'Abbazia di Sesto al Reghena, collana Il Friuli, 17, in collaborazione con Mario Brozzi, Udine, 15 settembre 1959.

1960
- Capitelli barbarici. Arte altomediovale nel territorio bresciano, in collaborazione con Mario Brozzi, Cividale del Friuli, 1959/60,  p. 38.

- Arte Longobarda - La scultura figurativa su marmo, in collaborazione con Mario Brozzi, I, Cividale del Friuli, 1960,  p. 60.

1961
- Arte Longobarda- La scultura figurativa su metallo, in collaborazione con Mario Brozzi, II, Cividale del Friuli, 1961,  p. 83.

- Arte Longobarda. La scultura figurativa su marmo e su metallo, in collaborazione con Mario Brozzi, Cividale del Friuli, 1961,  p. 183.

- Aspetti e rapporti di scultura barbarica nei ducati longobardi del Friuli e della Lombardia, collana Memorie Storiche Forogiuliesi, XLIV, Udine, Deputazione di Storia Patria per il Friuli, 1960-61,  pp. 97-111.

1962
- Una importante scultura altomedioevale datata al 690, collana Felix Ravenna, III serie, fasc. 34 (LXXXV), giugno 1962,  pp. 101-121.

- Note sull'economia longobarda dagli stanziamenti nordici al primo ducato italiano, collana Economia e Storia, fasc. 4, Milano, Giuffrè Editore, 1962,  pp. 425-443.

- Udine e il suo territorio dalle origini alla caduta del dominio longobardo, collana Memorie Storiche Forogiuliesi, in collaborazione con Mario Brozzi, XLV, (1962-64),  pp. 19-46.

1963
- Aspetti e limiti dei traffici internazionali longobardi (489-568 d.C.), collana Economia e Storia, fasc. 4, Milano, Giuffrè Editore, 1963,  pp. 517-543.

1964
- Le diverse fasi dell'economia longobarda, con particolare riguardo al commercio internazionale, collana Problemi della civiltà e dell'economia longobarda, in memoria di G.P. Bognetti, Milano, Giuffrè Editore, 1964,  pp. 227-288.

- Problemi della civiltà e dell'economia longobarda, scritti in memoria di Gian Piero Bognetti, Milano, Giuffrè Editore, 1964,  p. 301.

- I problemi della civiltà e dell'economia altomedioevale nell'attività del Centro di Spoleto dal Convegno del 1951 a quello del 1964, collana Economia e Storia, fasc. 4, Milano, Giuffrè Editore, 1964,  pp. 606-610.

- Industria artistica nell'Italia longobarda del VII secolo, collana Economia e Storia, fasc. 3, Milano, Giuffrè Editore, 1964,  pp. 472-498.

- Tematica e ritmo bizantini nell'arte longobarda, collana Aquileia nostra, 1964, a.XXXV,  pp. 149-166.

- Udine e il suo territorio dalle origini alla caduta del dominio longobardo, collana Memorie Storiche Forogiuliesi, in collaborazione con Mario Brozzi, XLV, Udine, Deputazione di Storia Patria per il Friuli, 1962-64,  pp. 19-46.

1965
- Appunti di vita economica e sociale veronese nella seconda metà del '400 (da un registro contabile del monastero di S. Bernardino), I, serie I, Verona, Annali della Facoltà di Economia e Commercio dell'Università degli Studi di Verona, 1964-65,  pp. 93-113.

- Recenti vedute sull'economia veneziana del primo Medioevo, collana Economia e Storia, fasc. 2, Milano, Giuffrè Editore, 1965,  pp. 194-212.

- I Longobardi nella civiltà e nell'economia italiana del primo Medioevo, Milano, Giuffrè Editore, 1965,  p. 117.

1966
- L'economia veronese secondo gli estimi dal 1409 al 1635, Milano, Giuffrè Editore, 1966,  p. 224.

- Frammenti di vita religiosa popolare nell'arte longobarda della Valle Padana, collana La religiosità popolare nella Valle Padana, atti del II Convegno di Studi sul folklore padano, Modena 19-21 marzo 1965, Modena, Enal - Università del tempo libero, 1966,  pp. 357-366.

- Civiltà ed economia della Grande Moravia secondo recenti ricerche, collana Economia e Storia, fasc. 3, Milano, Giuffrè Editore, 1966,  pp. 343-352.

- La Diocesi di Brescia, collana Corpus della scultura altomedioevale, in collaborazione con Gaetano Panazza, III, Spoleto, Centro Italiano di Studi sull'Altomedioevo, 1966,  pp. 230 e tavv. 76.

- Cinta muraria e stasi demografica a Verona, collana Atti del Convegno di Studio Il Quadrilatero nella storia militare, politica, economica e sociale dell'Italia risorgimentale, Verona 13-16 ottobre 1966, Verona, 1966,  pp. 373-376.

1967
- Cinta muraria e stasi demografica a Verona, collana Il Quadrilatero nella storia militare, politica, economica e sociale dell'Italia risorgimentale, Atti del Convegno di Studio, Verona 13-16 ottobre 1966, Verona, 1967,  pp. 371-376.

- Sviluppo industriale e crisi dell'istruzione professionale nel Friuli, collana Economia e Storia, vol. 4, Milano, Giuffè Editore, 1967,  pp. 540-542.

1968
- Sui redditi dei nobili veneziani in Terraferma: Economia e Storia, fasc. 4, Milano, Giuffrè Editore, 1968,  pp. 509-516.

- Consumi e tenore di vita di una famiglia borghese del '600, Milano, Giuffrè Editore, 1968,  p. 193.

1969
- Fioritura e decadenza dell'arte metallurgica bresciana, collana Economia e Storia, fasc. 2, Milano, Giuffrè Editore, 1969,  pp. 232-245.

- Struttura politica sociale in una comunità veneta del '500 (Udine), Milano, Giuffrè Editore, 1969,  p. 247.

- Produzione agricola e industriale in Francia dal XV al XIX secolo (in margine al I Congresso Nazionale degli storici economici francesi), collana Rivista di Storia dell'Agricoltura, n. 2, giugno 1969,  pp. 158-164.

- Amiens nel XVII secolo, collana Economia e Storia, fasc. 1, Milano, Giuffrè Editore, 1969,  pp. 65-68.

- Redditi e consumi degli Italiani nel secolo XVII, collana Economia e Storia, fasc. 3, Milano, Giuffrè Editore, 1969,  pp. 263-281.

- I Longobardi nella civiltà e nell'economia italiana del primo Medioevo, II ed. riv., Milano, Giuffrè Editore, 1969,  p. 117.

1970
- Dinamica e stratificazione degli affitti immobiliari veronesi (1583-1692) in Economia e società nella Repubblica Veneta tra '400 e '700, collana Studi e Ricerche, fasc. 2, Venezia, Istituto di Storia Economica dell'Università Ca' Foscari di Venezia, 1970,  pp. 93-123.

- Motivi storici di arretratezza economia friulana (appunti preliminari): Economia e società nella Repubblica Veneta tra '400 e '700, collana Studi e Ricerche, fasc. II, Istituto di Storia Economica dell'Università Ca' Foscari di Venezia, 1970,  pp. 37-47.

- Cividale. Guida Breve, in collaborazione con Mario Brozzi, Cividale del Friuli, 1970,  p. 78.

- Gli archivi comunali di Pordenone e Sacile, collana Memorie Storiche forogiuliesi, XLIX, Udine, Deputazione di Storia Patria per il Friuli, 1970,  pp. 175-177.

- Cinquant'anni di Storia economia a Ca' Foscari, collana Studi e Ricerche, fasc. 1, Istituto di Storia Economica dell'Università Ca' Foscari di Venezia, 1969-70,  p. 112.

- Per una storia economica dell'Altomedioevo: il contributo dei primi Longobardi, collana Atti del Convegno di Studi Longobardi, Udine-Cividale 15-18 maggio 1969, Udine, Deputazione di Storia Patria per il Friuli, 1970,  pp. 113-134.

1971
- Motivi di revisione nella storiografia veneziana (con documentazione inedita), collana Studi e ricerche, fasc. III, Trieste, Istituto di Storia Economica dell'Università degli Studi di Trieste, 1971,  pp. 105-113.

- Profilo storico di Ca' Foscari (1868-69/1968-69), collana Bollettino di Ca' Foscari, N. speciale, Venezia, 1971,  p. 60.

- Il Friuli e l'Istria nell'Altomedioevo, collana Economia e Storia, fasc. 4, Milano, Giuffrè Editore, 1971,  pp. 467-481.

1972
- Povertà e assistenza ospedaliera nel secolo XVI (da un registro veronese del 1535-36), collana Scritti storici in memoria di Paolo Lino Zovatto, Milano, Giuffrè Editore, 1972,  pp. 259-274.

- Motivi storici di arretratezza economica friulana, collana s. VII, IX, Atti dell'Accademia di Scienze, Lettere e Arti di Udine, a.a. 1970-72,  pp. 1-33.

- In margine alla decadenza italiana: profitti e investimenti di una Compagnia di Negozio veneziana (1625-1740). Prospettive nella storia dell'industria tessile veneta, collana Studi e Ricerche, vol. 4, Istituto di Storia Economica dell'Università degli Studi di Trieste, 1972,  pp. 66-151.

- Strutture sociali e sistemi economici precapitalistici, Milano, Giuffrè Editore, 1972,  p. 320.

- Scritti storici in memoria di Paolo Lino Zovatto, Milano, Giuffrè Editore, 1972,  pp. XIV-332.

- Il Friuli e l'Istria nell'Altomedioevo, collana Aquileia e l'Alto Adriatico: Antichità Altoadriatiche, II/2, Udine, 1972,  pp. 273-294.

1974
- Note sulla popolazione di Cividale nei secoli XVI-XVIII (secondo Le  Relazioni dei Provveditori Veneti), collana Quaderni dell'Associazione per lo Sviluppo degli Studi storici ed artistici di Cividale, Quaderni 3, Cividale del Friuli, 1974,  pp. 41-44.

- Storia della economia della Provincia di Pordenone, collana Atti della I Conferenza economica provinciale, a cura dell'Amministrazione Provinciale di Pordenone, Pordenone, 1-2 febbraio 1974,  pp. 23-44.

- Revisione e precisazione di alcuni reperti archeologici cividalesi, Atti del III Congresso Nazionale di Archeologia Cristiana Antichità Altoadriatiche, Trieste, Edizioni LINT, 1974.

- Origini ed evoluzione degli studi economici a Trieste, prolusione a La Facoltà di Economia e Commercio dell'Università degli Studi di Trieste 1924-1974 nel 50º Anniversario della Facoltà di Economia e Commercio, Udine, Del Bianco Editore, 1974.

1975
- Recensione di una Recensione (A proposito dei Rettori Veneti in Terraferma), Trieste, Istituto di Storia Economica dell'Università degli Studi di Trieste, 1975,  p. 12.

- Struttura economica del Convento di S. Francesco di Cividale del Friuli agli inizi del Settecento, collana Memorie Storiche Forogiuliesi, LXXV, Udine, Deputazione di Storia Patria per il Friuli, 1975,  pp. 127-138.

1976
- Fonti storiche riscoperte (A proposito dei Rettori Veneti in Terraferma), collana Fatti e idee di storia economica nei secoli XII-XX, Studi dedicati a Franco Borlandi, Bologna, Il Mulino, 1976,  pp. 287-291.

- L'amministrazione veneziana in Terraferma: deroghe e limitazioni al potere giudiziario dei Rettori: Memorie Storiche Forogiuliensi, LVI, Udine, Deputazione di Storia Patria per il Friuli, 1976,  pp. 111-134.

- Deroghe e limitazioni al potere giudiziario dei Rettori Veneti in Terraferma, collana Bollettino della Scuola di Perfezionamento e di Specializzazione in Diritto del Lavoro e in Organizzazione aziendale, Trieste, Università degli Studi di Trieste, 1974-1975-1976,  pp. 183-187.

- Cause della decadenza economica del territorio cividalese, collana Quaderni dell'Associazione per lo Sviluppo degli Studi storici ed artistici di Cividale, fasc. 4, Cividale del Friuli, 1976,  pp. 27-37.

1977
- Idee nuove per un vecchio problema: la caduta dello Stato Patriarcale, collana Ce Fastu?, a. 52, Udine, Arti Grafiche Friulane, 1977,  pp. 211-217.

- Le Relazioni dei Provveditori veneti nella laguna di Marano, collana Atti del Convegno Marano nella Storia, 24 luglio 1977, a cura della Regione Friuli-Venezia Giulia, Marano Lagunare, 1977,  pp. 15-24.

1978
- Per una storia sociale della Repubblica Veneta: La rivolta di Arzignano del 1655., Trieste, Istituto di Storia Economica dell'Università degli Studi di Trieste, 1978,  p. 48.

- Un problema di storiografia regionale riproposto: inferenze e contraddizioni nella letteratura dello Stato Patriarcale di Aquileia, collana Studi in memoria di Federigo Melis, I, Napoli, Giannini Editore, 1978,  pp. 585-598.

- Cividale nel 1878, collana Il Centenario, Udine, Arti Grafiche Fulvio, 1978,  pp. 5-6.

- Brevi note sui Castelli di Tito Miotti, collana Memorie Storiche Forogiuliesi, LVIII, Udine, Deputazione di Storia Patria per il Friuli, 1978,  pp. 89-94.

- Slavi e Longobardi, collana La storia della Slavia italiana: Quaderni Nediža, fasc. 3, Centro Studi Nediža, EST, San Pietro al Natisone-Trieste, 1978,  pp. 25-42.

- Appunti ad un Convegno (Istituzioni e attività finanziarie milanesi dal XVI al XVIII secolo, Milano 20-22 ottobre 1977), collana Nuova Rivista Storica, fasc. I-II, a. LXII, 1978,  pp. 185-188.

- La ricerca sui Longobardi in Italia, collana Economia e Storia, fasc. 4, Milano, Giuffrè Editore, 1978,  pp. 473-485.

1979
- Note e riflessioni sulle condizioni economiche della Patria del Friuli tra Cinquecento e Seicento, collana Relazioni dei Rettori Veneti in Terraferma, N.U. in occasione della stampa e presentazione del volume XIV della "Serie", Palmanova 3 novembre 1979, Trieste, Libreria Goliardica, 1979,  pp. 13-22.

- Caratteri e contraddizioni dell'agricoltura friulana dal Settecento ad oggi, collana Atti del Convegno Nazionale di Studi sul rilancio dell'agricoltura italiana nel III Centenario di Sallustio Bandini, Siena 15-16 dicembre 1977, I, Siena, a cura della Banca Monte dei Paschi di Siena, 1979,  pp. 264-286.

- Tra storia e urbanistica: il Palazzo dei Provveditori Veneti in Cividale, fasc. 54, Udine, Quaderni della F.A.C.E., 1979,  pp. 29-32.

1980
- Aspetti comuni nella società e nell'economia dei territori veneto e sloveno tra il XVI e il XVII secolo, collana Ekonomska Revija, fasc. 1-2, Lubiana, 1980,  pp. 71-80.

- Castelli, giurisdizioni, economie=Feudi e giurisdizioni del Friuli occidentale, collana Castelli del Friuli a cura di T. Miotti, IV, Udine, Del Bianco Editore, 1980,  pp. 7-22.

- La fortezza di Palmanova e le Relazioni dei Provveditori Generali, collana Memorie Storiche Forogiuliesi, LIX, Udine, Deputazione di Storia Patria per il Friuli, 1980,  pp. 111-127.

- L'agricoltura bresciana nelle Relazioni dei Rettori Veneti, collana Atti del Convegno su Camillo Tarello e la storia dell'agricoltura bresciana al tempo della Repubblica Veneta, Lonato 29-30 settembre 1979, Brescia, Geroldi Editore, 1980,  pp. 21-32.

- Per una tipologia degli insediamenti ecclesiastici a Verona, collana Chiese e Monasteri a Verona, a cura di G. Borelli, Verona, Banca Popolare di Verona, 1980,  pp. 1-42.

- Maestri e Maestranze impiegati nei rifacimenti e abbellimenti del Monastero di S. Maria in valle tra Seicento e Settecento (da una silloge di documenti del museo cividalese), collana Forum Iulii, Annuario del Museo Arch. Nazionale di Cividale, fasc. 4, Udine, 1980,  pp. 44-51.

- Il periodo veneto. Contributi per la storia del paesaggio rurale nel Friuli-Venezia Giulia, Pordenone, Grafiche Artistiche Editoriali Pordenonesi, 1980,  pp. 221-242 e 333-336.

- Indici del Bullettino dell'Associazione Agraria Friulana, a cura della Regione Friuli-Venezia Giulia e del Centro di Ricerca e Documentazione storico-economica regionale, Trieste, 1980,  p. 198.

- La nascita della cooperazione in Friuli, collana La cooperazione del Friuli-Venezia Giulia, vol. 2, Udine, XVI, 1980,  pp. 8-10.

- Schede in Civiltà Friulana di Ieri e di Oggi, collana Catalogo della Mostra a cura di G. Bergamini, Udine, Società Filologica Friulana, 1980,  pp. 26-28, 128-29, 172-73, 200.

- Origine, significato e valore istituzionale della Plebs nell'Italia Centro-Settentrionale, collana Economia e Storia, fasc. 4, Milano, Ed. Giuffrè, 1980,  pp. 596-602.

- Necrologio (Carlo Guido Mor), collana Forum Iulii, fasc. XIV, Cassano Magnano, 1980,  pp. 119-122.

- Il contributo di Antonio Zanon (1696-1770) alla storia della economia, collana Ce fastu?, Udine, Società Filologica Friulana, LVI, 1980,  pp. 35-45.

- La ricerca sui Longobardi in Italia: valore e prospettive delle fonti archeologiche ed artistiche, collana Verona in età gotica e longobarda, Atti del Convegno 6-7 dicembre 1980, 1980,  pp. 257-265.

1981
- Atti del Convegno "Venezia e la Terraferma attraverso le Relazioni dei Rettori", collana Trieste, 23-24 ottobre 1980, Milano, Ed. Giuffrè, 1981,  p. 557.

- Il dominio veneto (1420-1797), collana =Friul, Friuli, Udine, a cura della Società Filologica Friulana, 1981,  pp. 83-95.

- Struttura delle fortezze e delle milizie venete nel quadro dell'organizzazione militare in Terraferma, collana Castelli del Friuli a cura di T. Miotti, V, Udine, Del Bianco Editore, 1981,  pp. 239-272.

- Presentazione dell'opera "Relazioni dei Rettori Veneti in Terraferma", collana Atti del Convegno "Venezia e la Terraferma attraverso le Relazioni dei Rettori, Trieste 23-24 ottobre 1980, Milano, Giuffrè Editore, 1981,  pp. 7-14.

- Ordinamento amministrativo dello Stato di Terraferma, collana Atti del Convegno "Venezia e la Terraferma attraverso le Relazioni dei Rettori, Trieste 23-24 ottobre 1980, Milano, Giuffrè Editore, 1981,  pp. 15-43.

- Presentazione del volume Contributi alla storia dell'agricoltura veronese, collana Atti e Memorie dell'Accademia di Agricoltura, Scienze e Lettere di Verona a.a. 1979-80, s. VI, XXXI, Verona, 1981,  pp. 181-191.

- Elementi per la storia della cooperazione nel Friuli-Venezia Giulia, Trieste, a cura della Regione Friuli-Venezia Giulia e del Centro di Ricerca e Documentazione storico-economica regionale, 1981,  p. 191.

- Profilo storico dell'economia di Maniago e del suo territorio, collana Maniago, pieve, feudo, comune, Maniago, 1981,  pp. 109-131.

- Le raccolte archivistiche del Museo cividalese, collana Forum Iulii, Annuario del Museo Arch. Nazionale di Cividale, fasc. 5, Udine, 1981,  pp. 55-60 (I).

- I codici medioevali del museo di Cividale, collana La vita nei castelli friulani, Castelli del Friuli a cura di Tito Miotti, VI, Udine, Del Bianco Editore, 1981,  pp. 351-356.

- Il Cividalese nel '700 di Gaetano Sturolo, presentato da Mario Brozzi, collana Quaderni dell'Associazione per ll sviluppo degli Studi storici ed artistici di Cividale, Quaderni cividalesi 9, Cividale, 1981,  pp. 73-80.

- Presentazione del volume Friul, collana Ce Fastu? -, fasc. 2-3, Udine, Sot la Nape, 1981,  pp. 78-84.

- Il contributo di Antonio Zanon (1696-1770) alla storia della economia, collana Ce Fastu?, LVI, Udine, 1981,  pp. 35-45.

- Le Diocesi di Aquileia e Grado, collana Corpus della scultura altomedioevale, X, Spoleto, Centro Italiano di Studi sull'Altomedioevo, 1981,  pp. 448 e tavv. 242.

1982
- Relazioni dei Rettori Veneti nel Dogado, Podestaria di Chioggia (a cura di ...), Introduzione storica di Bruno Polese, Milano, 1982,  pp. LII-262.

- Atti dell'Incontro-Dibattito Venezia e Il Friuli-Problemi storiografici, Udine 7 maggio 1982, Milano, Giuffrè Editore, 1982,  p. 140.

- Rettori Veneti e Castellani nella Patria del Friuli, collana Ce Fastu?, a. LVIII, 2, Udine, 1982,  pp. 191-196.

- Società veneta e istituzioni militari: il ruolo delle fortezze nel sistema difensivo di Terraferma, collana Studi in memoria di Luigi Dal Pane, Bologna, Clueb Editrice, 1982,  pp. 415-425.

- Competenze e redditi delle camere fiscali: problemi di metodo, collana Il sistema fiscale veneto, problemi e aspetti, XV-XVIII secolo. Atti della I Giornata di studio sulla Terraferma Veneta, Lazise 29 marzo 1981, Verona, Libreria Universitaria Editrice, 1982,  pp. 275-281.

- Il Convento di San Bernardino da Siena nella realtà economica e sociale veronese del '400, collana San Bernardino, storia, cultura, spiritualità, fasc. 6, Vicenza, Quaderni a cura dello Studio Teodologico S. Bernardino di Verona, Edizioni L.I.E.F., 1982,  pp. 33-49.

- Udine nella storia economica, Udine, Casamassima Libri, 1982,  p. 254.

- Cividale del Friuli. Introduzione e Guida all'arte e ai monumenti della città ducale, Udine, Del Bianco Editore, 1982,  p. 90.

- Aspetti istituzionali ed economici del Capitanato in epoca veneta, Tresésin, Udine, a cura della Società Filologica Friulana, 1982,  pp. 77-90.

- Testimonianze di scultura altomedioevle nel museo del Ceneoese, collana Forum Iulii, Annuario del Museo Arch. Nazionale di Cividale, fasc. 6, Udine, 1982,  pp. 99-106.

- Piazze e mercati nella storia e nell'economia dell'età moderna. Piazze e Mercati, Padova, a cura della Cassa di Risparmio di Padova e Rovigo, 1982,  pp. 103-117.

- La ricerca sui Longobardi in Italia: valore e prospettive delle fonti archeologiche ed artistiche, collana Verona in età gotica e longobarda. Atti del Convegno, Verona 6-7 dicembre 1980, Verona, Accademia di Agricoltura, Scienze e Lettere, 1982,  pp. 257-265.

1983
- Problemi dell'attività di credito in Terraferma tra XV e XVIII secolo, collana Studi Storici Luigi Simeoni, XXXIII, Verona, 1983,  pp. 51-60.

- Rettori Veneti e governo della cosa pubblica in Terraferma. Riflessioni sulle "Relazioni" inviate a Venezia dal 1524 al 1797, collana Studi Forogiuliesi in onore di Carlo Giudo Mor, Udine, Deputazione di Storia Patria per il Friuli, 1983,  pp. 197-218.

- Operazioni finanziari e monetarie relative all'alienazione di beni fiscali veneziani (il caso della Gastalda di Cividale), collana Studi in onore di Gino Barbieri, III, Salerno, Ipem Edizioni, 1983,  pp. 1467-1492.

- L'organizzazione politica e amministrativa delle comunità locali in età moderna, collana Un lago, una civiltà: Il Garda, a cura di G. Borelli, Verona, Banca Popolare di Verona, 1983,  pp. 161-188.

- Vecchi e nuovi istituti udinesi per la storia del Friuli, collana Udine, Mil agn tal cûr dal Friul, Udine, Società Filologica Friulana, 1983,  pp. 463-468.

- Per una storia (o storiografia) di Udine, collana Ce Fastu?, a. LIX, fasc. 2, Udine, 1983,  pp. 187-193.

- Storia e immagini di una città del Friuli (Cividale), Milano, Giuffrè Editore, 1983,  p. 337.

- Metodologia e ricerca storica con particolare riguardo al Friuli, collana Atti del Convegno Seminariale, Udine, a cura dell'U.C.I.I.M., nov. 1983,  pp. 11-19.

- Sculture altomedioevali, collana Antichità Altoadriatiche, XXIII, Udine, 1983,  pp. 227-238.

1984
- Considerazioni introduttive, Atti del Seminario Internazionale Metodologia e ricerca storica, Tavagnacco, a cura del Centro di Studi storici Giacomo di Prampero, 1984,  pp. 15-21.

- La Pieve in Friuli: aspetti e problemi storici, collana La Pieve in Friuli. Atti dell'Incontro di Studio: Camino al Tagliamento 30 aprile 1983, Udine, 1984,  pp. 15-22.

- Amelio Tagliaferri (a cura di), I ceti dirigenti in Italia in Età moderna e contemporanea, Atti del convegno di Cividale del Friuli 10-12 settembre 1983, Udine, Del Bianco Editore, 1984.

1985
- A proposito di Società e cultura del '500 nel Friuli Occidentale. Una breve presentazione, collana Identità, a. IV, n. 3, Udine, 1985,  pp. 102-108.

- Le ordinazioni del Capitolo cividalese per il Buongoverno della villa di Risano, collana Quaderni dell'Associazione per lo sviluppo degli Studi storici ed artistici di Cividale, Quaderni cividalesi 12, Cividale, 1984-5,  pp. 29-33.

- Cividale e i Longobardi, collana B.C.V., Periodico della Banca Cattolica del Veneto, fasc. 3, Vicenza, 1985,  pp. 33-38.

- La necropoli veneto-celtica di Dernazzacco. Documenti e informazioni di scavo, collana Forum Iulii. Annuario del Museo Archeologico Nazionale di Cividale, in collaborazione con Mario Brozzi, IX, Pordenone, 1985,  pp. 13-64.

- Ricerca storica e prospezione archeologica, collana Atti dell'Incontro di Studio Università Gruppi Archeologici Friulani, Udine 15-16 dicembre 1984, Udine, Del Bianco Editore, 1985,  p. 206.

1986
- Galli, Romani, Longobardi e le origini storiche del Friuli, LXXVIII, Atti dell'Accademia di Scienze, Lettere e Arti di Udine, 1985,  pp. 19-34.

- Coloni e legionari romani nel Friuli celtico. Una ricerca archeologica per la storia, 1, Testi, Pordenone, Grafiche Editoriali Artistiche Pordenonesi, 1986.

- Coloni e legionari romani nel Friuli celtico. Una ricerca archeologica per la storia, 2, Documenti, Pordenone, Grafiche Editoriali Artistiche Pordenonesi, 1986.

- Coloni e legionari romani nel Friuli celtico. Una ricerca archeologica per la storia, 3, Carte, Pordenone, Grafiche Editoriali Artistiche Pordenonesi, 1986.

- Udine. Introduzione e Guida all'arte ed ai monumenti della città, Udine, Del Bianco Editore, 1986,  p. 84.

- Fagagna:uomini e terra, collana Ce Fastu?, Udine, 1986, a. LXII,  pp. 43-53.

- Presentazione a: L'altare ligneo di Giovanni Martini a Remanzacco, a cura di G. Bergamini, Udine, Arti Grafiche, 1986,  pp. 9-11.

- Archivum Civitatis Utini, collana Ce Fastu?, Udine, a. LXII, 1986,  pp. 183-189.

- Casse Rurali ed Artigiane: Dalle origini all'inserimento nella moderna struttura bancaria, (a cura di...), Udine, Federazione regionale Casse Rurali ed Artigiane del Friuli-Venezia Giulia, 1986,  p. 302.

- Scritti (Amelio Tagliaferri), Pordenone, Grafiche Editoriali Artistiche Pordenonesi, 1986,  p. 20.

1987
- Monte di Pietà e prestito di denaro: Storia della solidarietà in Friuli, collana Atti del Convegno di Udine, 20-21 settembre 1985, Milano, Jaca Book, 1987,  pp. 155-161.

- Introduzione a: Quaderni di Archeologia Opitergina. Materiali per un inventario dell'antico: siti e reperti di Oderzo, a cura di B. Callegher, L. Mingotto, M.A. Moro, Oderzo, Edizioni BeccoGiallo, 1987,  pp. 9-13.

- Il Friuli occidentale a Venezia nel Settecento, collana Forum Iulii Annuario del Museo Nazionale di Cividale del Friuli, X-XI, 1986-87,  pp. 93-111.

1988
- Premariacco e il suo territorio. Testimonianze e memorie storiche, Premariacco, 1988,  p. 261.

- Le milizie venete in Palma (1593-1797), collana La Panarie, Udine, XX, 1988, 79-80,  pp. 29-36.

- Contadinanza, ville rurali e vicine di fronte al parlamento della patria, collana Ce Fastu?, a. LXIV, Udine, 1988,  pp. 23-31.

- Guerrieri, duchi, patriarchi. Intervista ad Amelio Tagliaferri, collana Mittel&europa, n. 6, Venezia, Marsilio Periodici, 1988,  pp. 15-20.

1989
- Il Friuli occidentale a Venezia nel Settecento, collana Gasparo Gozzi. Il lavoro di un intellettuale nel Settecento Veneziano, Atti del Convegno Venezia-Pordenone 4-6 dicembre 1986, X-XI, Padova, Antenore Editrice, 1989,  pp. 3-17.

- L'artigianato longobardo, collana Regione Cronache Friuli-Venezia Giulia, a. XV, n. 5, Trieste, 1989,  pp. 20-23.

- Nobiltà politica ed economia a Cividale tra Quattro e Cinquecento, collana Forum Iulii. Annuario del Museo Archeologico Nazionale di Cividale, fasc. XII-XIII (1988-89), Pordenone, 1989,  pp. 23-34.

- Architettura medioevale a Cividale (La presunta Casa dell'Orefice costruita su una nobile torre trecentesca), collana Forum Iulii. annuario del Museo Archeologico Nazionale di Cividale, fasc. XII-XIII (1988-89), Pordenone, 1989,  pp. 95-104.

- Nuovi documenti ritrovati sulla nascita del Monte di Pietà di Cividale, collana Forum Iulii. Annuario del Museo Archeologico Nazionale di Cividale, fasc. XII-XIII (1988-89), Pordenone, 1989,  pp. 105-109.

- Ponti e Strade e Commerci nella Diocesi di Concordia, collana La Chiesa Concordiese 389-1989, Concordia e la sua cattedrale, I, Pordenone, Grafiche Editoriali Artistiche Pordenonesi, 1989,  pp. 7-24.

- Identità e differenze nel processo formativo delle autonomie locali. Qualche osservazione su Comuni e Vicinie dell'Italia Settentrionale, collana Poteri Assemblee Autonomie (Il lungo cammino verso la sovranità popolare), Miscellanea in memoria di Roberto Celli, Udine, 1989,  pp. 171-182.

- Congiuntura economica e politica sociale in una città minore della Repubblica Veneta alla fine del Cinquecento (Il Fontico di Cividale), collana Memorie Storiche Forogiuliesi, LXVIII, Udine, Arti Grafiche Friulane, 1989,  pp. 109-121.

- I Longobardi. Storia e immagini di un popolo guerriero, Udine, 1989,  p. 45.

- Aspetti della decadenza economica di Monfalcone in età veneta, collana Bisiacaria, n. Unico, Monfalcone, 1989,  pp. 46-52.

- Merci e mercanti alla muda di Pulfero in età veneziana, collana Memorie Storiche Forogiuliesi, LXIX, Udine, Deputazione di Storia Patria per il Friuli, 1989,  pp. 59-65.

- Popoli e culture nell'alta Valtiberina (indagine preliminare), collana Monumenti e culture nell'Appennino in età romana, Atti del Convegno, Sestino (AR) 12 novembre 1989, Roma, L'ERMA di Bretschneider, 1989,  pp. 83-91.

1990
- Uomini e terre. Storia di Remanzacco, Udine, 1990,  p. 219.

- Gli uomini dalle lunghe barbe, collana Archeo, Novara, 1990,  pp. 36-49.

- Il Cantore di Cividale in età napoleonica (1805-1813), Udine, 1990,  p. 94.

- Considerazioni storico-archeologiche: La Necropoli di S. Stefano in Pertica, collana campagne di Scavo 1987-1988, Città di Castello, 1990,  pp. 227-232.

- Ragioni per una Mostra, collana Sot la Nape, a. XLII, Udine, 1990,  pp. 89-91.

- Il Ducato di Forum Iulii, collana Id, pp. 358-363 in I Longobardi catalogo, Milano, Electa, 1990,  pp. 102-103.

- Merci e mercanti alla muda di Pulfero in età veneziana, collana Memorie Storiche Forogiuliesi, LXIX, Udine, 1990,  pp. 59-65.

- Patrizi veneziani e nobili locali a Cividale: scambi e cortesie o leale collaborazione?, collana Memorie Storiche Forogiuliesi, LXIX, Udine, 1990,  pp. 67-78.

- Marano e Maranutto. Divagazioni sulle Relazioni dei Provveditori Veneti, Maran, Numero unico, Udine, Società Filologica Friulana, 1990,  pp. 53-60.

- Rileggendo Paolo Diacono, collana Forum Iulii. Annuario del Museo Archeologico Nazionale di Cividale, fasc. XIV, Cassano Magnago, 1990,  pp. 101-117.

1991
- Cividale prima di Cesare - Da Castrum a Forum, Pordenone, 1991,  p. 80.

- Storia del Friuli dall'età del bronzo all'annessione all'Italia, collana Bassa Friulana Tre secoli di bonifica, Udine, Consorzio di Bonifica Bassa Friulana, 1991,  pp. 29-65.

- Arte e Industria dei Longobardi a Cividale, collana Italia Longobarda, Venezia, Marsilio Editori, 1991,  pp. 94-99.

- Un museo per i Longobardi, collana Archeo, Novara, 1991,  pp. 31-32.

- Romani e non Romani nell'Alta Valtiberina (Da una ricerca archeologica di "superficie"), Udine, Del Bianco Ed., 1991,  p. 232.

- Conclusioni Generali, collana Atti del Convegno Europeo Innovazione nella tradizione Udine-Codroipo 14-16 settembre 1989, Udine, 1991,  pp. 261-262.

- Tra Romani e Longobardi: Le origini di Caporiacco, collana Forum Iulii, XV, Premariacco, 1991,  pp. 31-39.

- La storia di Remanzacco, collana Quaderni Cividalesi, vol. 18, Cividale, Associazione per lo sviluppo degli studi storici e artistici di Cividale, 1991,  pp. 111-115.

1992
- Introduzione a I Toscani in Friuli, collana Atti del Convegno, Udine, 26-27 gennaio 1990, Casa Editrice Leo S. Olschki, 1992,  pp. V-IX.

- Ruolo dei Toscani nell'Economia friulana, collana I Toscani in Friuli, Atti del Convegno, Udine, 26-27 gennaio 1990, Casa Editrice Leo S. Olschki, 1992,  pp. 1-9.

- I vini tra Friuli e Venezia prima di Campoformido, collana Edizioni del Ventennale 1972-1992, Ducato dei vini friulani, 20°,  p. 16.

- Un contenitore di beni culturali consolidati: Cividale celtica, romana e infine friulana, collana Forum Iulii (Annuario del Museo Archeologico Naz. di Cividale) 16, 1992,  pp. 127-132.

1993
- Aspetti storico politici dell'occupazione veneziana in Friuli. Catalogo della mostra, collana Palmanova fortezza d'Europa 1593-1993, Venezia, 1993,  pp. 53-56.

- Vita Civica. Governanti e governati., collana Palmanova fortezza d'Europa 1593-1993. Catalogo della mostra, Venezia, 1993,  pp. 254-255.

1996
- Tommaso Fanfani (a cura di), L'alta valle del Tevere tra epoca romana e Medio Evo, Atti del Convegno di Pieve S. Stefano 21 settembre 1991, Pieve S. Stefano, 1996.

L'elenco non comprende recensioni, articoli su giornali e simili, brevi contributi